# Gartenlaube (Gemälde)
Gartenlaube ist ein 1818 entstandenes Gemälde von Caspar David Friedrich. Das Bild in Öl auf Leinwand im Format 30 cm × 22 cm befindet sich in der Neuen Pinakothek München.

## Bildbeschreibung
Hinter einer Pergola, die offenbar als Abschluss einer Gartenlaube dient, sind ein Mann und eine Frau dargestellt. Es könnte sich um ein Ehepaar handeln. Der Mann mit gedrungener Statur und üppig wirkendem, lockigem Nackenhaar trägt Mantel wie Barett der Altdeutschen Tracht. Die Frau, auf einem Stuhl sitzend, wirkt in ihrem gelben bodenlangen Kleid und einem roten Umschlagtuch feierlich. Ihr weißer Spitzenkragen gilt ebenfalls als wichtigstes Merkmal der Altdeutschen Tracht. Beide Bildgestalten schauen in einem sehnsuchtsvollen Gestus in Richtung einer Kirche im Stil der Neogotik. Im Mittelgrund des dreigetakteten Bildaufbaus dient starker Pflanzenwuchs als Raumsperre zwischen einer biedermeierlichen Szene und einem durch Lichtemanation unwirklich erscheinenden, in den Himmel ragenden Sakralbau. Die beiden Personen sind als Rückenfiguren anonymisiert.

## Bilddeutung
Das Gemälde wurde 1944 von Paul Ortwin Rave erstmals in der Kunstzeitschrift Kunst für alle publiziert. Alle seitdem vorgenommenen Interpretationen gehen davon aus, dass in dem Bild ein religiöses oder zumindest religiös grundiertes Thema verhandelt wird. Das Motiv des Sakralbaus vor dem Mondlicht vermittelt durch die vergleichbar verwendete Symbolik in Friedrichs Werk eine ziemlich eindeutige Botschaft in der Bilderzählung, ohne die tatsächlichen Hintergründe für das Entstehen des Bildes kennen zu müssen. Helmut Börsch-Supan hat hier die fortgeschriebene Deutung geliefert, mit der der Blick aus der Laube auf die Kirche als Erwartung des Jenseits in der bescheidenen irdischen Behausung zu verstehen sei.

### Bildkomposition
Gerhard Eimer bezeichnet die Gartenlaube als exemplarisches Beispiel für die Bildgestaltung des „Fensters zur Seele“. Dieser Bezug zu Leonardo da Vincis Metapher „Das Auge ist das Fenster zur Seele“ vereinnahmt den Betrachter durch die Anonymität der Rückenfigur in die Sehnsuchtsperspektive der beiden dargestellten Personen. Damit wird auch die Sinnhaftigkeit der Bildbereiche weitgehend festgelegt. Vorder- und Hintergrund bekommen durch die jeweiligen Motive unterschiedliche Zeitdimensionen zugeordnet. Die Altdeutsche Tracht der beiden Personen stellt diese in einen konkreten zeitgenössischen Kontext der Demagogenverfolgung. Die Boden- und Raumlosigkeit der Kirche verleiht dem Bau einen unwirklichen, transzendenten Charakter, wobei „ein nicht mehr Wirkliches oder ein noch nicht Wirkliches“ ungewiss bleibt. Im dreigetakteten, fein austariert symmetrischen Bildaufbau haben die Laubenwand und der dichte Pflanzenaufwuchs die Funktion der Raumsperre und verstärken die Trennung von Vorder- und Hintergrund.

### Botanik
Den Pflanzenranken an und vor der Laubenwand botanisch genauer zu bestimmen, wird als relevant angesehen, weil das Pflanzensymbol für die Deutung eingesetzt wird. So erkennt Helmut Börsch-Supan eine mit Wein berankte Laube, wobei er die Weinranken als eucharistisches Symbol vermutet. Einem Vergleich mit Friedrichs angefertigten detaillierten Studien von Weinlaub hält das in einigen Bereichen verhältnismäßig genau ausgezeichnete Blattwerk der Gartenlaube nicht stand. Statt der gedrungenen Weinblätter kann man spitzer auslaufende Hopfenblätter erkennen. Botanisch handelt es sich hier mit hoher Sicherheit um Hopfenpflanzen, zumal im Bildzentrum für den Hopfenanbau in Norddeutschland im 18. und 19. Jahrhundert typische Hopfenstangen zu sehen sind.

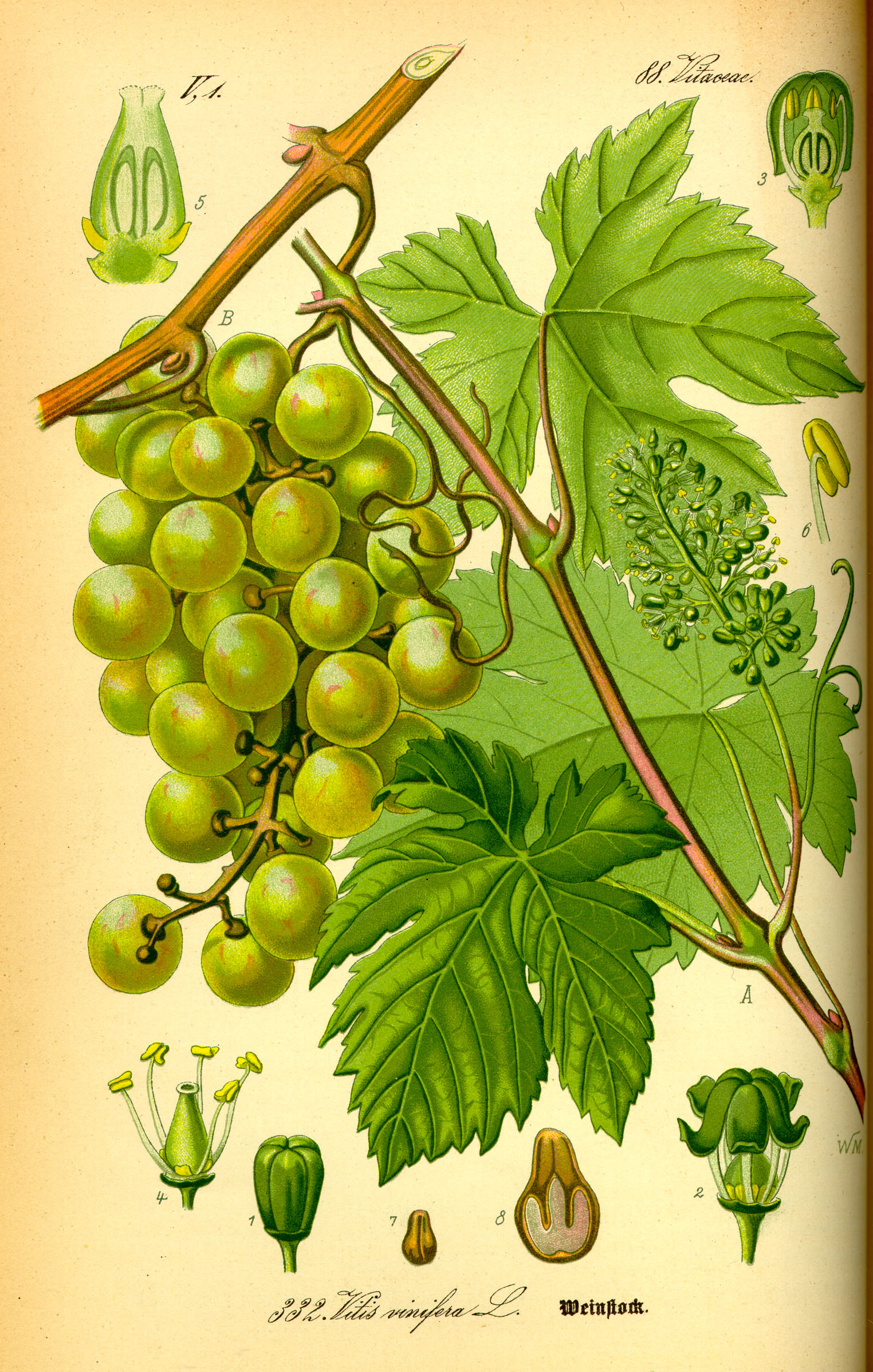
Weinrebe
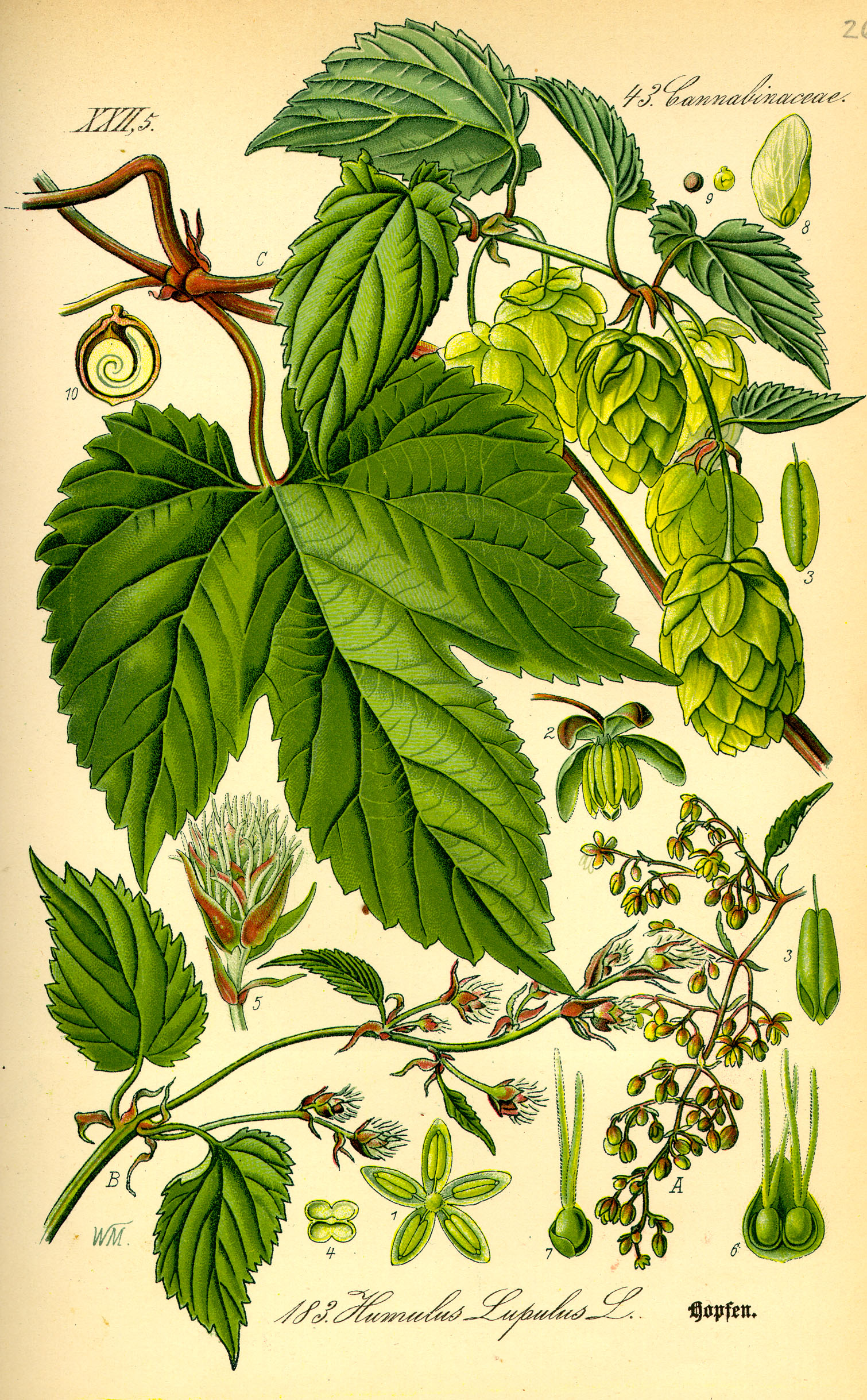
Echter Hopfen

### Bildpersonal
Die Bemerkung Friedrichs „in Bruder Adolfs Garten“ auf der Vorstudie zum Gemälde sowie der ursprüngliche Besitz des Bildes in der Familie des Greifswalder Magisters Johann Christian Finelius gibt bereits Varianten für Deutungsmöglichkeiten bei dem Bildpersonal vor. Paul Ortwin Rave sieht in dem Gemälde so etwas wie eine Bildgrußkarte des Malers mit Grüßen an Finelius oder an Friedrichs Bruder Adolf, wobei es sich bei den dargestellten Personen um Friedrich und seine Frau Caroline handeln soll. Dafür wird ein Brief Caroline Friedrichs an ihre Schwägerin Elisabeth vom 20. Dezember 1818 herangezogen.

„… ich erinnere mich immer noch mit Vergnügen des 17ten Augustes, als Magister Finelius kam und wir bis um 10 Uhr so traulich in den Garten beysammen saßen …“

Andere Interpretationen legen sich auf Bruder Adolf und Frau oder Magister Finelius und Frau fest (Helmut Börsch-Supan).

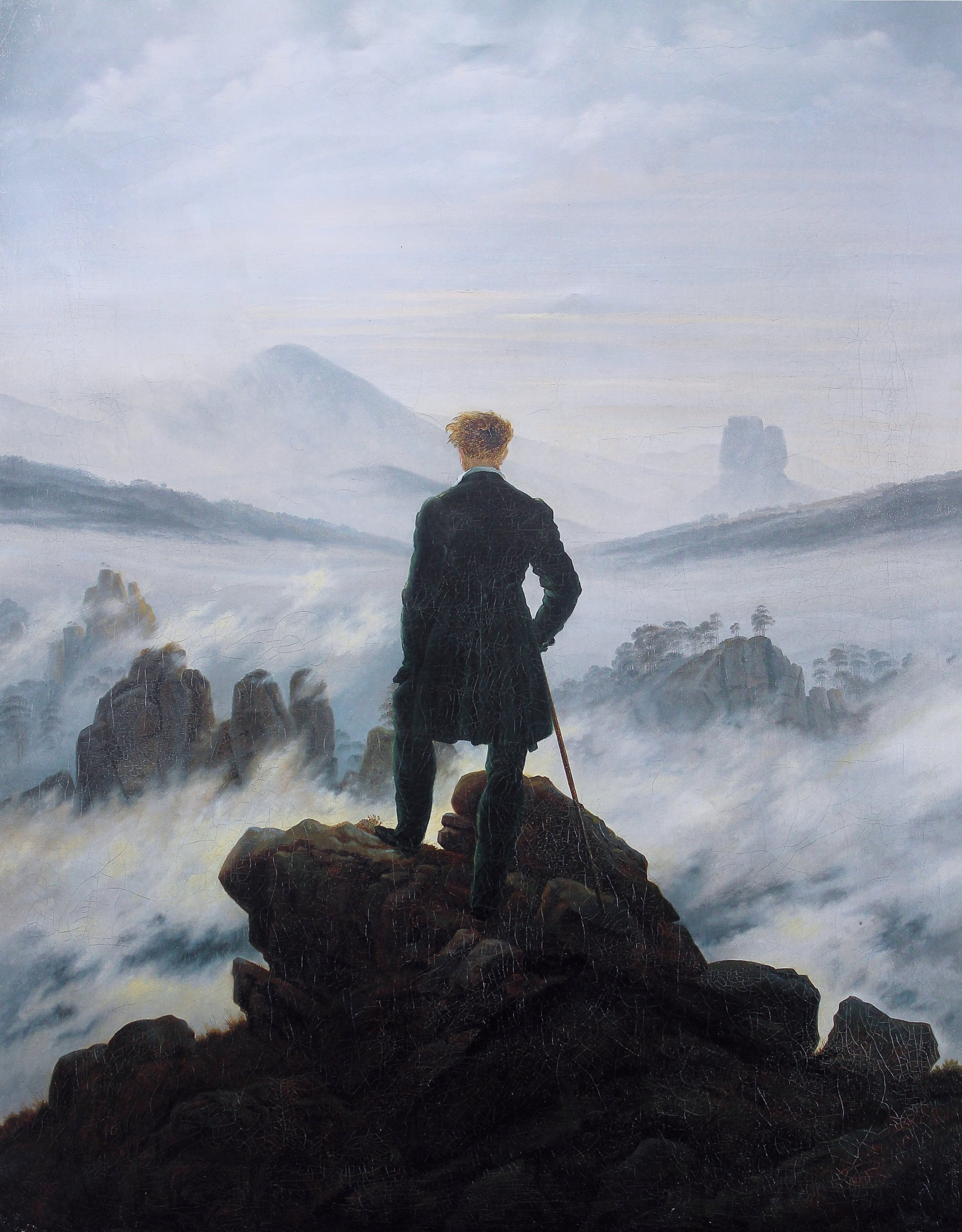
Caspar David Friedrich: Der Wanderer über dem Nebelmeer, um 1818
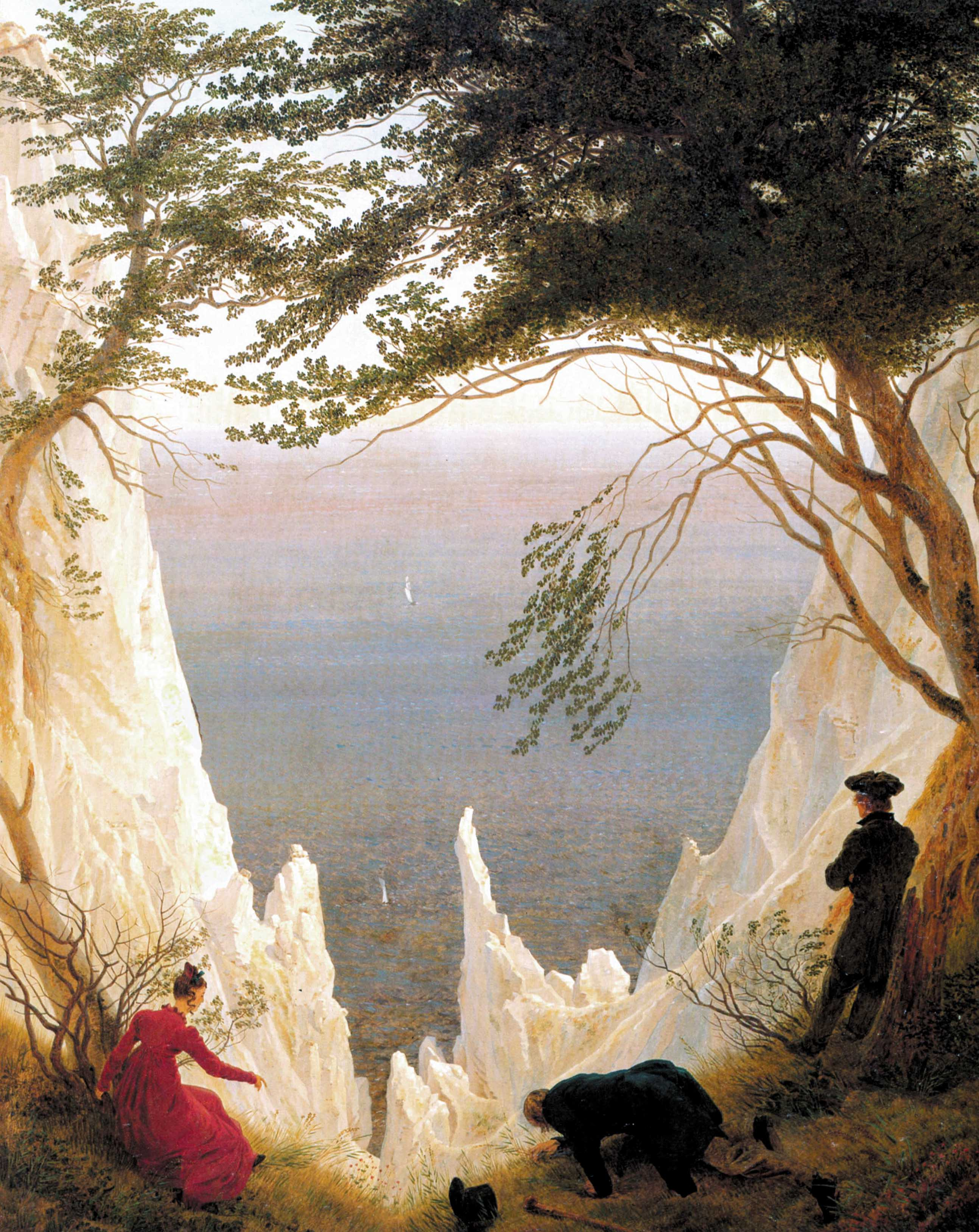
Caspar David Friedrich: Kreidefelsen auf Rügen, 1818
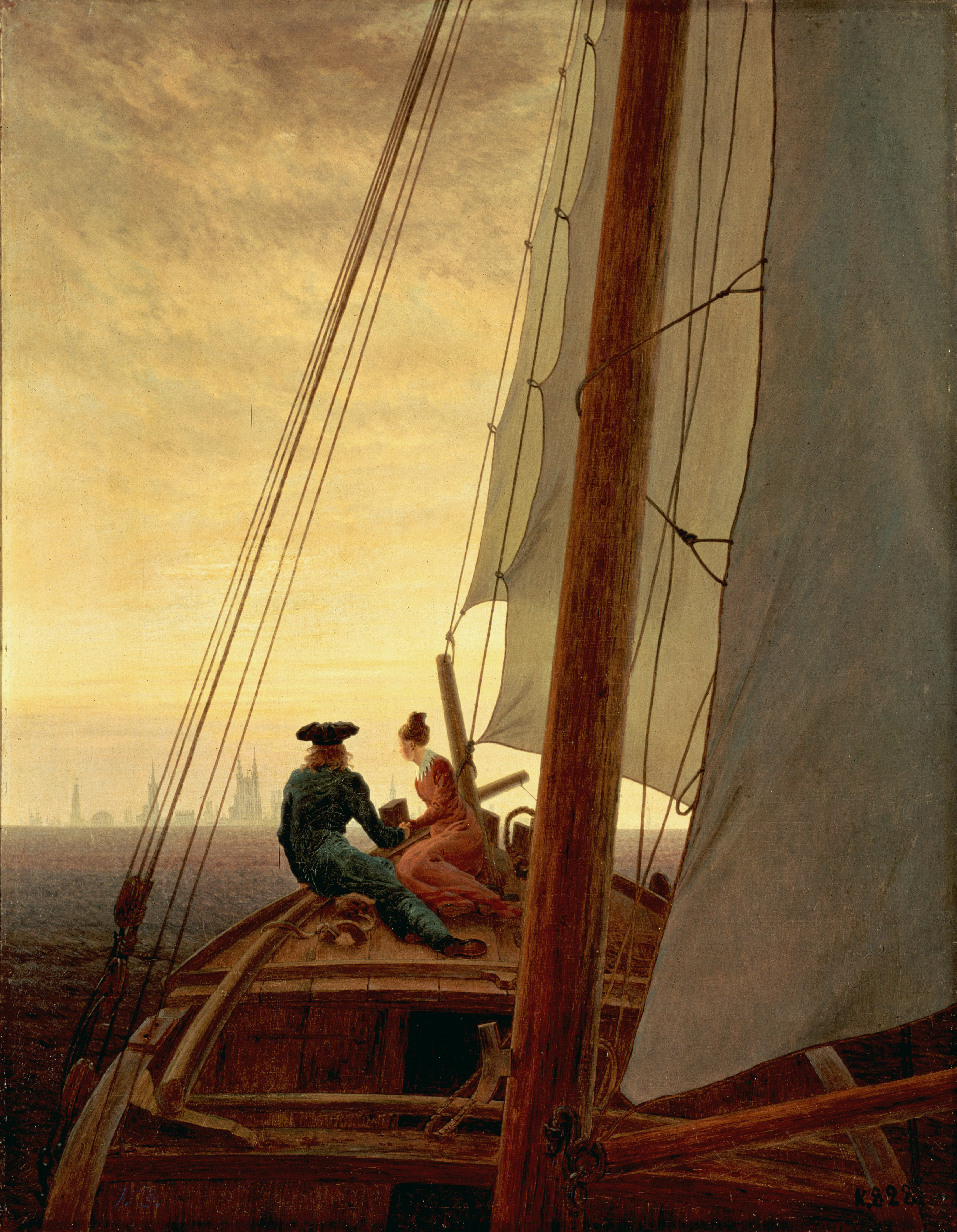
Caspar David Friedrich: Auf dem Segler, 1818
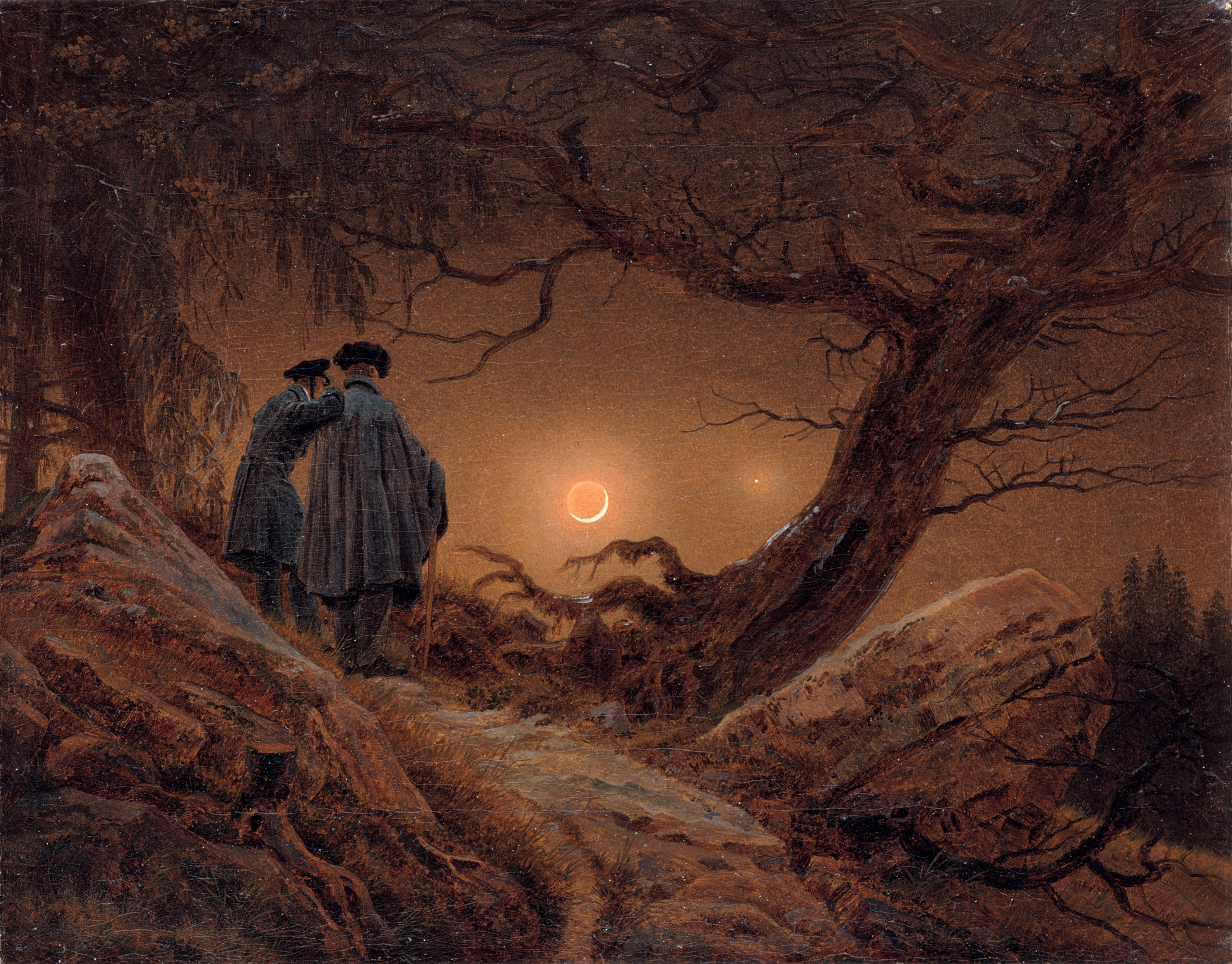
Caspar David Friedrich: Zwei Männer in Betrachtung des Mondes, 1819

### Architektur
In der Skizze zum Gemälde ist deutlich hinter den Häuserdächern der Greifswalder Dom St. Nikolai mit seinem barocken Turmabschluss zu erkennen. Im Gemälde ist von dem Dom nur der Korpus für ein offenbar nicht existentes neogotisches Gotteshaus verwendet. Analog zum Austausch der Personen sollte Friedrich im Gemälde auch eine andere Kirche gemeint haben. Peter Märker deutet die Architektur als einen politischen Bildinhalt. In Bezug auf die Altdeutsche Tracht der beiden Personen, komme es darauf an, welche Vorstellungen die „Demagogen“ im Vordergrund mit der Gotik verknüpft haben. Das Gemälde zeige die gotische Kathedrale schlechthin, aus dem individuellen Bauwerk werde die „Idee der Gotik“. Die Gotik wurde zu dieser Zeit als „deutscher Stil“ bezeichnet und diente als Projektionsfläche für die nationale Identitätsfindung.

## Entstehungszeit

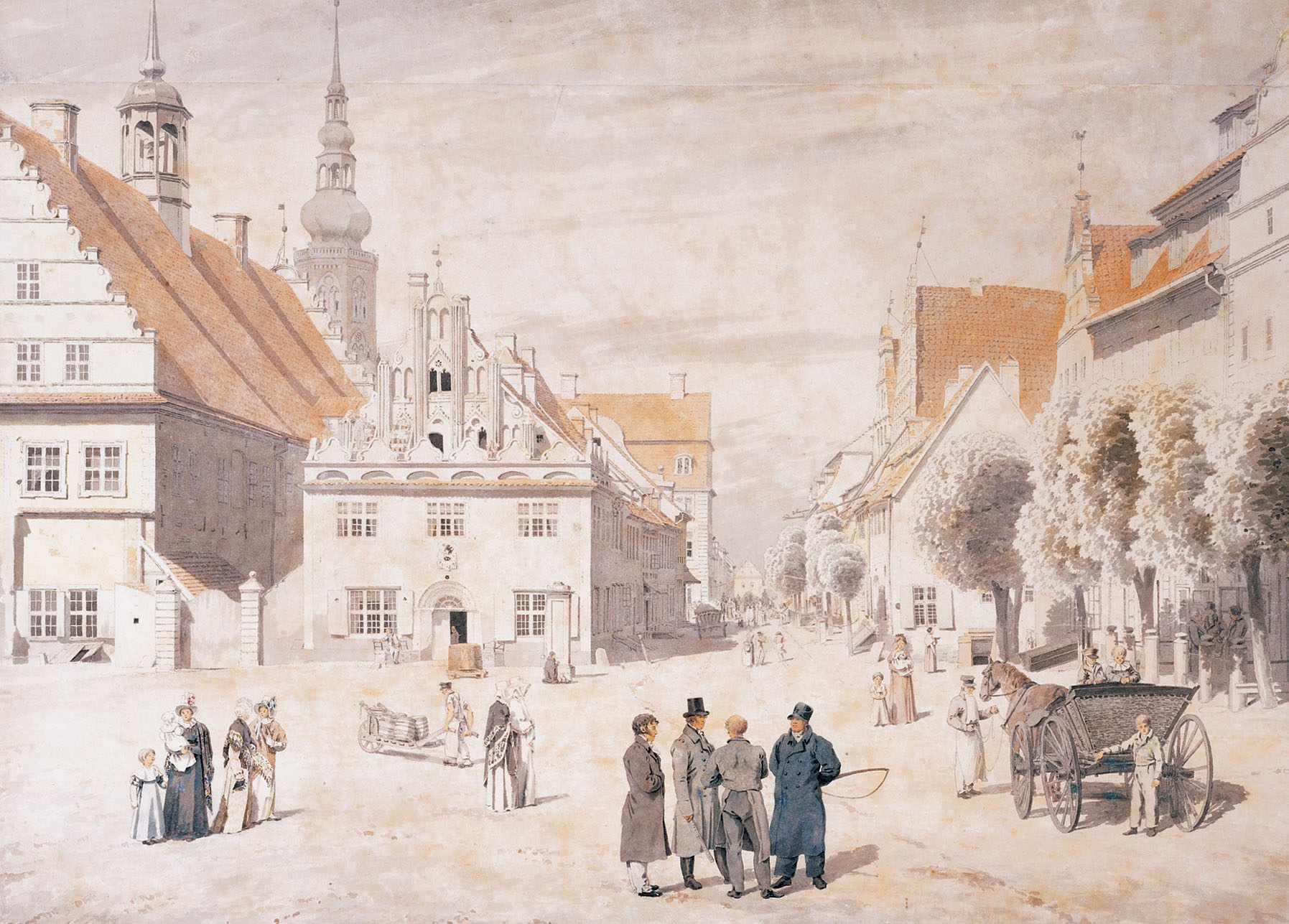
Caspar David Friedrich: Greifswalder Marktplatz, 1818

Mit der genauen Datierung des Gemäldes auf das Jahr 1818 und der exakt datierbaren Vorstudie kann der wahrscheinliche biografische Hintergrund erhellt werden. Friedrich heiratet am 21. Januar Caroline Bommer und ist die Wochen danach mit dem Einrichten des neuen Hausstandes beschäftigt. Am 12. Februar stirbt Franz Christian Boll. Friedrich entwirft für den Neubrandenburger Pastor ein acht Meter hohes Denkmal und legt die Zeichnungen dem Neubrandenburger Stadtrat vor. Gleichzeitig arbeitet er an den Plänen zur Innenausstattung der Stralsunder Marienkirche. Von Juni bis August reist Friedrich nach Neubrandenburg, Greifswald und Rügen, um seine Frau den Verwandten vorzustellen. Unterwegs füllt er mehrere Skizzenbücher und fertigt ein Aquarell vom Greifswalder Marktplatz mit seiner Familie an. Im September zurück in Dresden, entstehen in der wohl dichtesten Schaffensphase des Malers bedeutende Gemälde wie die Gartenlaube, Der Wanderer über dem Nebelmeer, Auf dem Segler und die Kreidefelsen auf Rügen.

## Skizzen

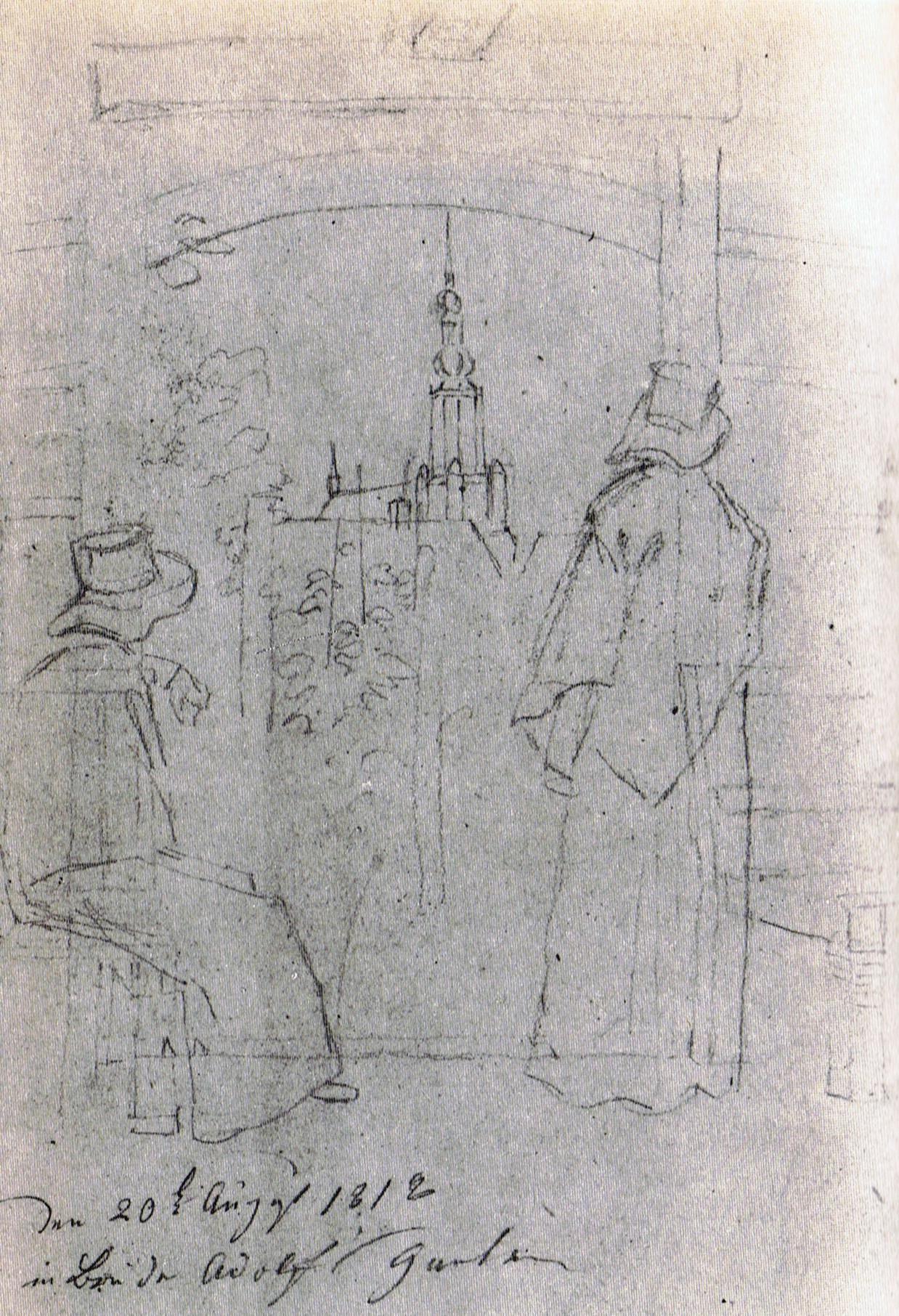
Caspar David Friedrich: Blick aus einer Laube auf die Nikolaikirche in Greifswald, 1818

Für das Gemälde verwendet wurde die Zeichnung in Bruder Adolfs Garten vom 20. August 1818. Hier handelt es sich um den bei Friedrich seltenen Fall einer Zeichnung als Vorstudie zum Gemälde. In der Skizze, in der auf Binnenstruktur weitgehend verzichtet wird, ist offenbar der Ausblick festgehalten, der sich vom Garten von Friedrichs Bruder Adolf aus bot. Zu sehen sind zwei weibliche Rückenfiguren mit langen Kleidern, Schultertüchern und Hüten. Hinter Bäumen und Dächern erhebt sich die Silhouette des Greifswalder Doms St. Nikolai. Es wird angenommen, dass Friedrich für das geplante Gedächtnisbild nach einer Bildidee suchte und diese im Garten seines Bruders fand.

## Provenienz
Friedrich soll das Bild dem Greifswalder Johann Christian Finelius geschenkt haben. Das Gemälde befand sich bis 1848 im Besitz von Hermann Finelius (Sohn von Johann Christian Finelius) in Greifswald. Durch Erbschaft wurde das Bild an dessen Schwester Friederike Buhtz übertragen, war dann ebenfalls durch Erbgang im Besitz von Paul Hanow (1909–1936 Amtsgerichtsdirektor, Amtsgerichtsrat in Berlin-Spandau) und 1944 kriegsbedingt verschollen. Die Zeichnung In Bruder Adolfs Garten wurde dem Osloer Skizzenbuch zugeschrieben und dort angeblich herausgelöst, 1928 von der Dresdner Galerie Kühl erworben und befindet sich im Kupferstichkabinett der Staatlichen Kunstsammlungen Dresden.

### Ankauf durch Pinakotheks-Verein
Das Ölgemälde Gartenlaube wurde angeblich 1994 von einem jungen Mann bei einem Kunsthändler in Krakau erworben und in verschmutztem Zustand in die Beratungsstunde der Neuen Pinakothek München gebracht. Eine Zuschreibung war zunächst durch eine Fantasie-Signatur erschwert. 1995 konnte dann die Friedrich zugeschriebene Gartenlaube vom Pinakotheks-Verein aus „Privatbesitz“ erworben, laut Angaben des damaligen Generaldirektor der Bayerischen Staatsgemäldesammlungen Johann Georg von Hohenzollern zu einem „günstigen Preis“. Seitdem befindet es sich – restauriert – in der Sammlung der Neuen Pinakothek; dort wurde die Gartenlaube erstmals 180 Jahre nach der zugeschriebenen Datierung am 24. Juli 1998 der Öffentlichkeit präsentiert.

## Einordnung in das Gesamtwerk

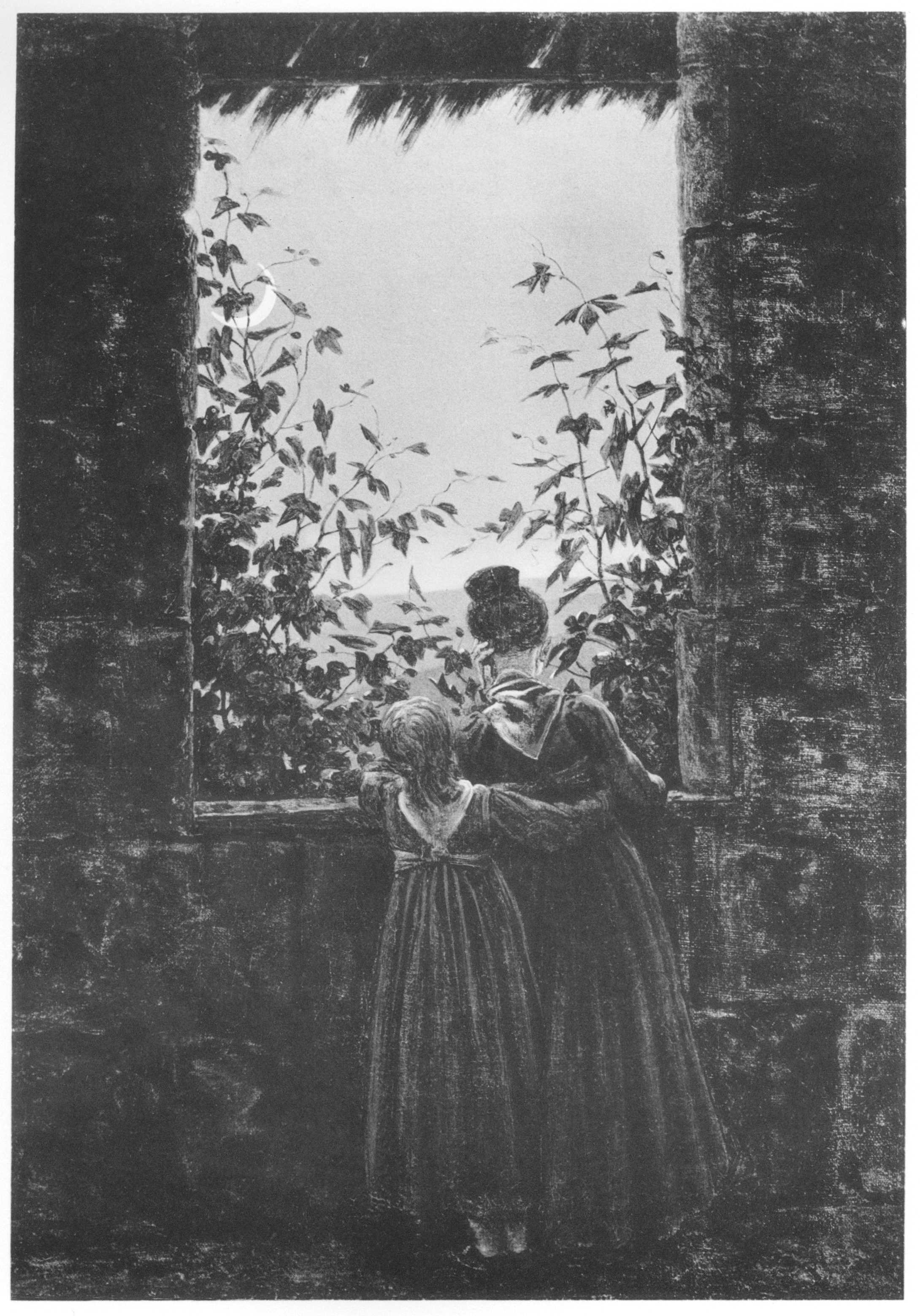
Caspar David Friedrich: Abendstunde, 1825

Die Gartenlaube gilt als einziges Gemälde im Werk Friedrichs, bei dem das Bildkonzept als Ganzes in der gesehenen Wirklichkeit vorgefunden und als Skizze festgehalten wurde. So lässt sich bis zu den vorgenommenen Änderungen der Schaffensprozess weitgehend nachvollziehen. Ein ähnliches Motiv, bei dem die Aussicht von einer Laube und Vegetation gerahmt wird, gibt es mit dem verbrannten Gemälde Abendstunde von 1825. Da das Bild bis 1900 im Neubrandenburger Familienbesitz gewesen ist, kann es sich ebenfalls um eine Darstellung aus den Hopfengärten handeln.

### Gartenbilder der Transzendenz
Die Gartenlaube ist das letzte und auch komplexeste Gemälde in einer Reihe von Gartenbildern des Malers. Seit dem Sommer-Bild von 1807 gibt es immer wieder eine neue malerische und kompositorische Qualität. Die Gartenlaube stellt im Grunde die Reduktion des Lauben-Triptychons vom Gedächtnisbild für Johann Emanuel Bremer (1817) dar. Gemeinsam ist diesen Gartenbildern die vermittelnde Transzendenz einer erfahrbaren Gegenwart und einer unwirklichen Ferne, getrennt durch eine „Raumsperre“ als Element der Gartengestaltung. Die lebenden oder nicht mehr lebenden Personen werden in kleinen Paradiesen verortet, mit der Aussicht auf eine Welt des Nicht-Wirklichen. Der Garten erscheint als Ort der geheimnisvollen Wünsche, als symbolischer Ort der Romantik.

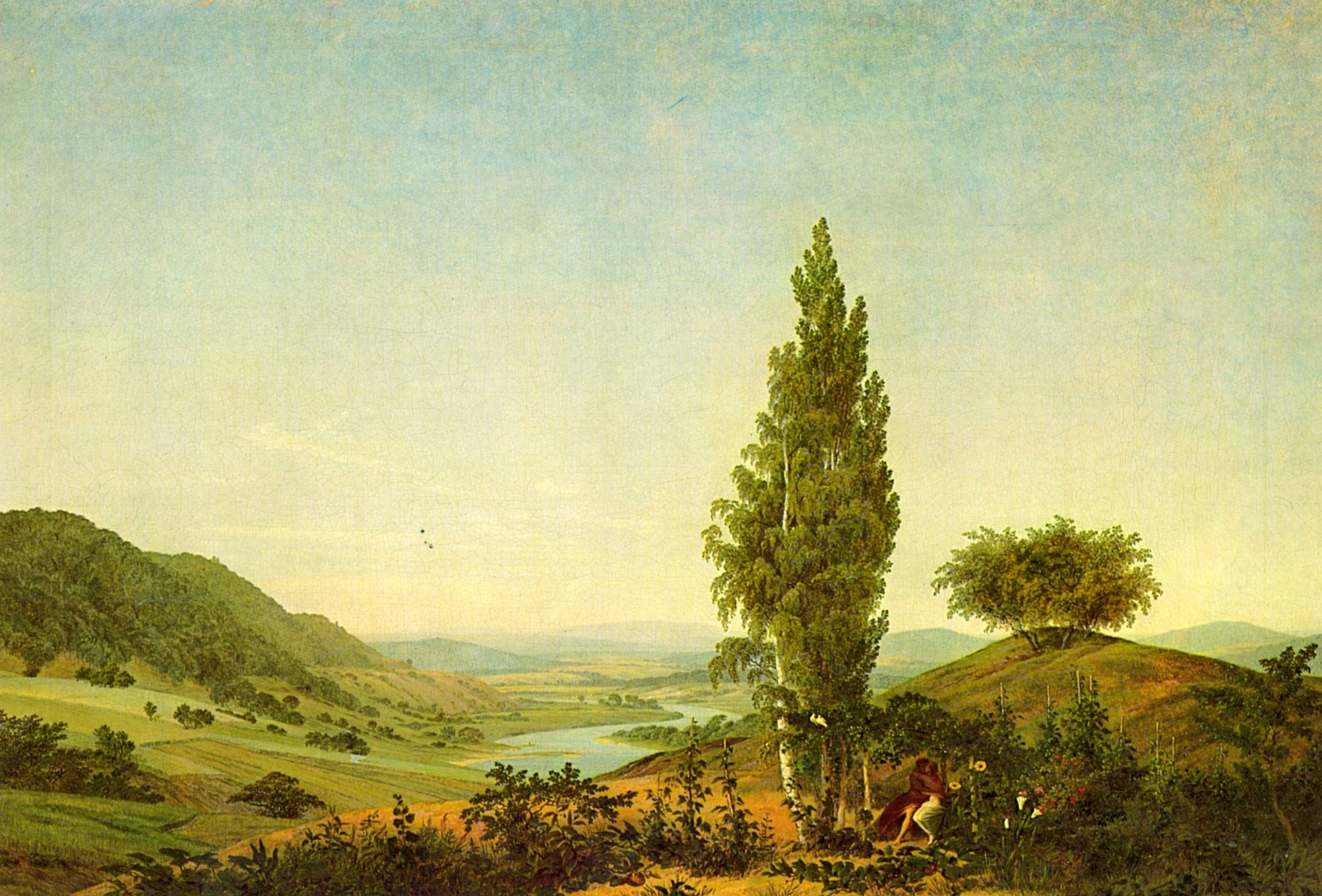
Caspar David Friedrich: Der Sommer, 1807
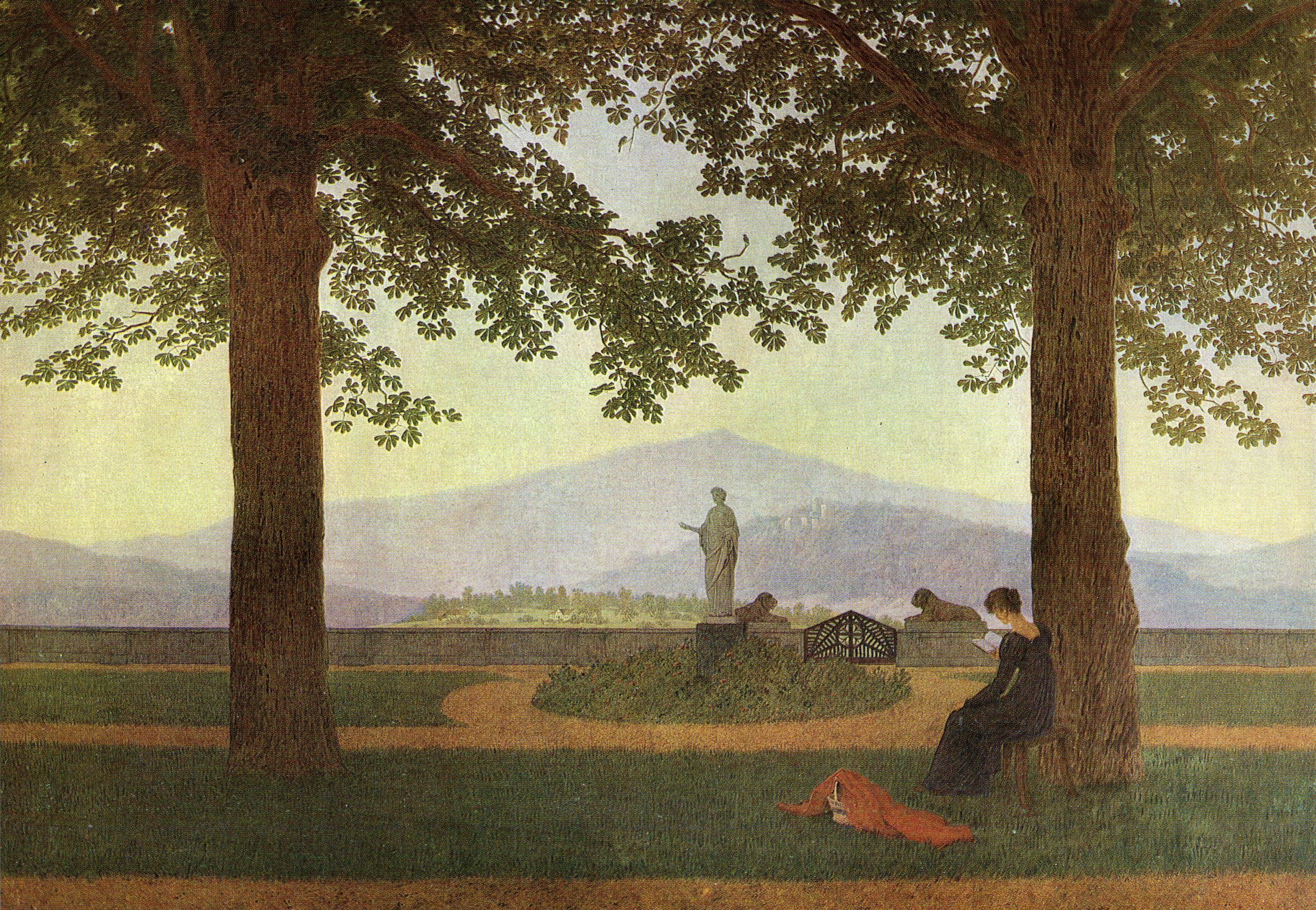
Caspar David Friedrich: Gartenterrasse, 1811
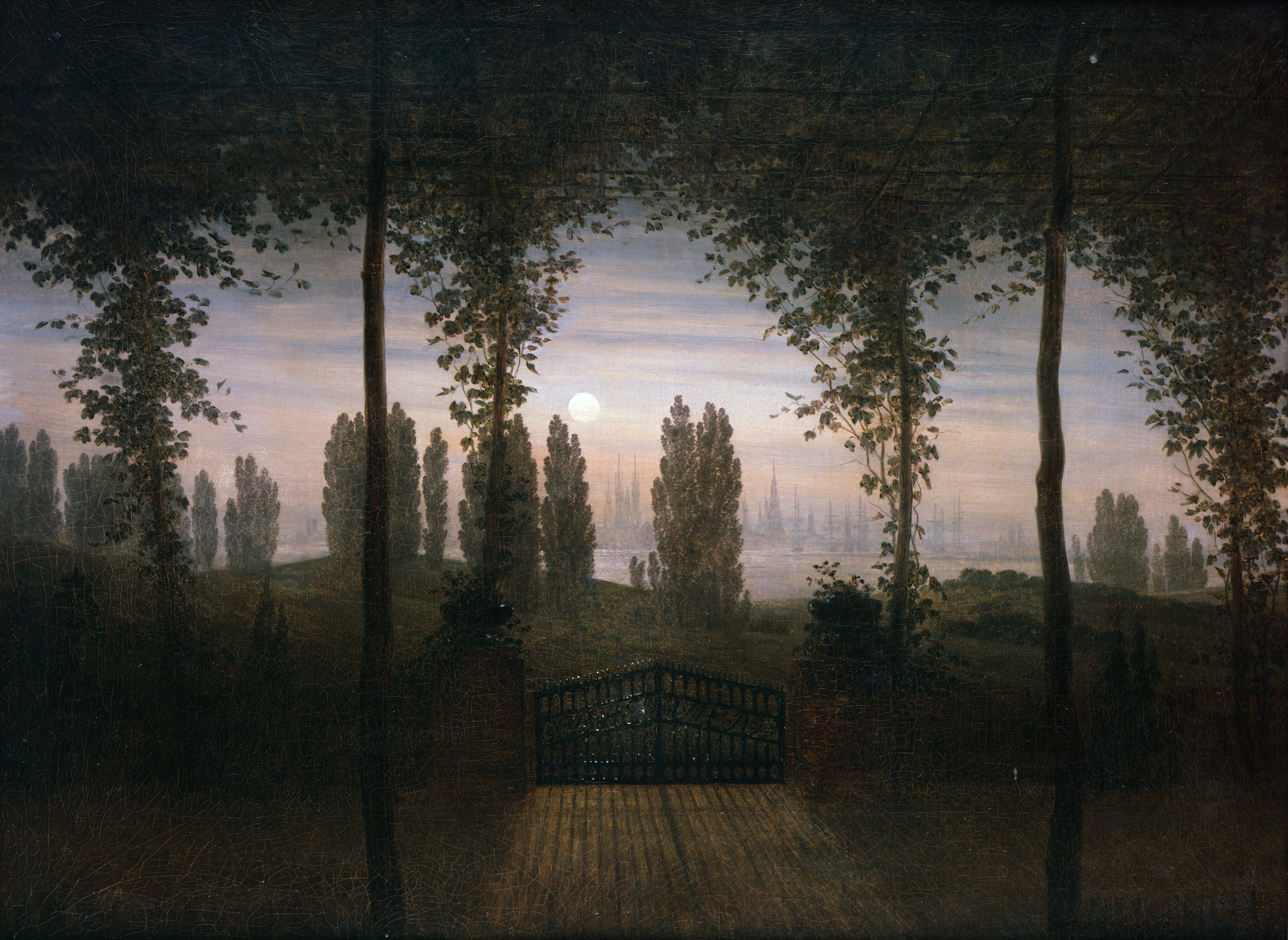
Caspar David Friedrich: Gedächtnisbild für Johann Emanuel Bremer, 1817

### Gotik-Vision
Die Gartenlaube vermittelt den Eindruck eines aus der Natur erwachsenden gotischen Baus. Dieses Gestaltungsprinzip wendet Friedrich bei zahlreichen Kirchenmotiven an, wie bei der Winterlandschaft mit Kirche (1811), bei dem Kreuz im Gebirge (1812) und bei der Vision der christlichen Kirche (1812). Dabei wird in der Interpretation eine politische oder transzendent-religiöse Aussage unterstellt, wie die symbolische Erneuerung der Institution Kirche oder die Gotik als Verkörperung einer nationalen Freiheitsvision. Geht man davon aus, dass es sich bei dem Sakralbau der Gartenlaube um die gotisierte Neubrandenburger Marienkirche handelt, ist das Gemälde Neubrandenburg auch als ein thematisches Pendant anzusehen.

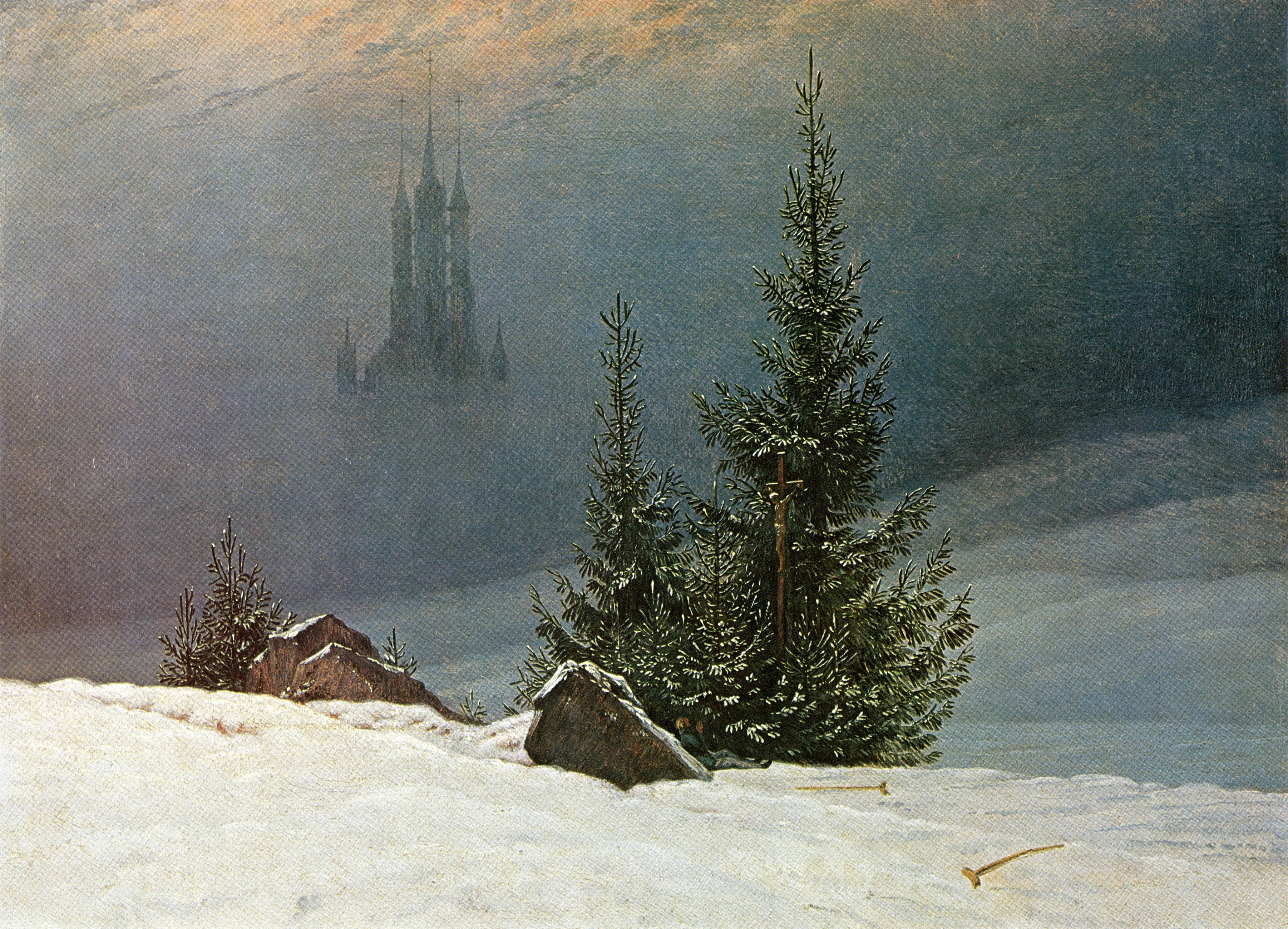
Caspar David Friedrich: Winterlandschaft mit Kirche, 1811
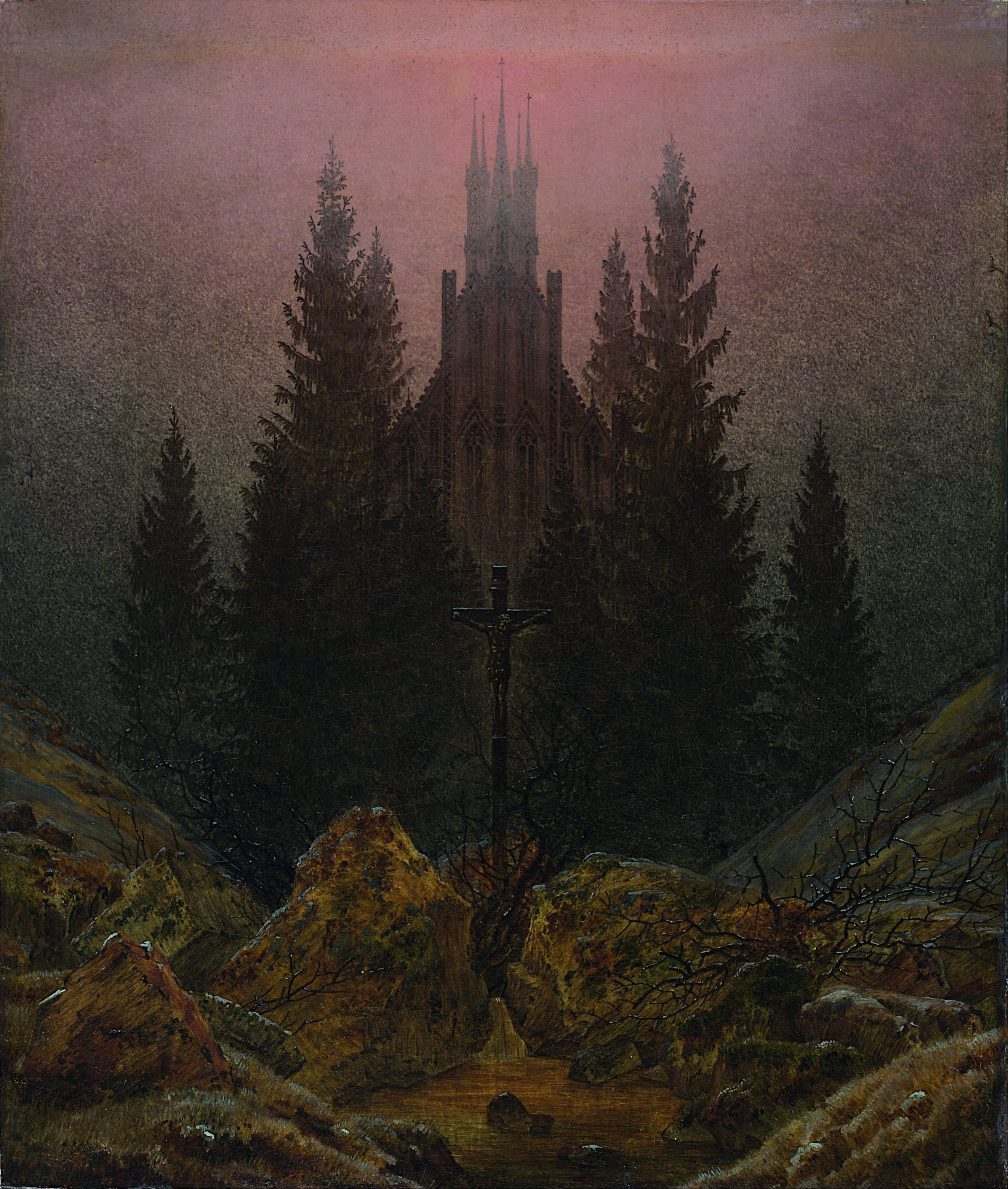
Caspar David Friedrich: Das Kreuz im Gebirge, 1812
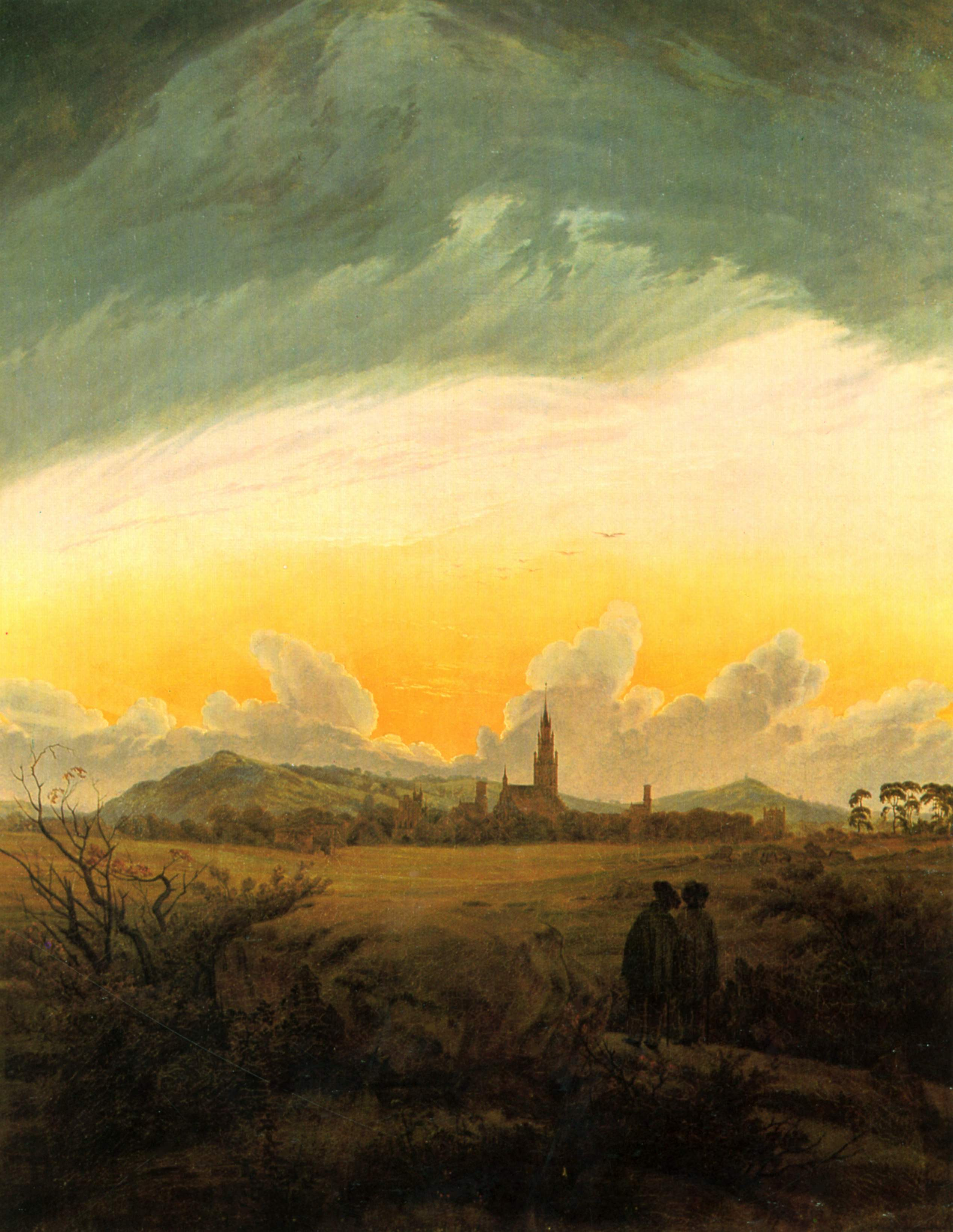
Caspar David Friedrich: Neubrandenburg, um 1816

## Rezeption
Der Rügener Pastor Theodor Schwarz schrieb 1834 unter dem Pseudonym Theodor Melas den Roman Erwin von Steinbach oder der Geist der deutschen Baukunst. Der Autor stellt der Romanfigur, dem Dombaumeister Erwin von Steinbach, einen Maler namens Kaspar zu Seite, der in seinem Charakter und in seiner Biografie dicht bei Caspar David Friedrich ist. Maler und Pastor waren gute Freunde. Im Roman gibt sich Kaspar als ein Bewunderer der gotischen Bauweise zu erkennen, der seine Kunst mit der des Baumeisters vergleicht. Erwin von Steinbach stand im Ruf, der alleinige Erbauer des Straßburger Münsters zu sein.

„Wie ihr Euch der edlen Baukunst hingegeben habt, so werdet Ihr sie auch wie eine Braut besitzen und bewahren. Ich denke im Ganzen so wie Ihr; meine Kunst geht mir über Alles, und so ist ja kein Hinderniß, daß wir, wenn Ihr wollt, näher miteinander bekannt werden.“